# 薩爾迪納塔
薩爾迪納塔是哥倫比亞的城鎮，位於該國東北部，由北桑坦德省負責管轄，距離首府庫庫塔65公里，始建於1906年8月25日，面積1,431平方公里，海拔高度320米，2005年人口19,425。

## 外部連結
- （西班牙文） Government of Norte de Santander - Sardinata
- （西班牙文） Sardinata official website
- （西班牙文） Sardinata portal （页面存档备份，存于）